# Sune Bergström
Sune Karl Bergström (10 tháng 1 năm 1916 tại Stockholm – 15 tháng 8 năm 2004) là một nhà hóa sinh người Thụy Điển đã đoạt giải Nobel Sinh lý và Y khoa.
Từ 1947-1958, ông làm giáo sư Y học và hóa sinh ở Đại học Lund. Từ 1958-1980 ông làm giáo sư hóa học ở Học viện Karolinska. Từ 1969-1977 Bergström làm hiệu trưởng Học viện Karolinska.
Năm 1975, ông được bổ nhiệm làm thành viên Ban Giám đốc Quỹ Nobel ở Thụy Điển (Nobel Foundation Board of Directors).
Cũng năm này, ông được Đại học Columbia (Hoa Kỳ) trao giải Louisa Gross Horwitz cùng với Bengt I. Samuelsson.
Năm 1982 ông đoạt giải Nobel Sinh lý và Y khoa chung với Bengt I. Samuelsson và John Robert Vane cho các phát hiện liên quan tới các prostaglandin cùng các chất liên quan.
Năm 1965 ông được bầu vào Viện Hàn lâm Khoa học Hoàng gia Thụy Điển rồi làm chủ tịch viện này năm 1983. Năm 1965, ông cũng được bầu làm hội viên Viện Hàn lâm Khoa Công trình sư Hoàng gia Thụy Điển (Royal Swedish Academy of Engineering Sciences). Năm 1977 ông được thưởng giải Albert Lasker cho nghiên cứu Y học cơ bản (Albert Lasker Award for Basic Medical Research) cùng với Bengt I. Samuelsson và John Robert Vane.
Sune Bergström là con của Sverker Bergström và Wera Wistrand, là cha của nhà di truyền học Svante Pääbo và của doanh nhân Rurik Bergström. Ông là hội viên danh dự của Viện Hàn lâm quốc tế Khoa học (International Academy of Science).